# 豊中市歌
「豊中市歌」（とよなかしか）は、日本の大阪府豊中市が制定した市歌である。作詞・辰巳利治、作曲・須藤五郎。

## 解説
1946年（昭和21年）10月に市制10周年記念行事の締め括りとして市歌の歌詞を懸賞募集し、その入選作に宝塚歌劇団専属で市内に居住していた須藤が曲を付けて1947年（昭和22年）に発表された。戦後復興期の大阪府下では北摂・北河内において市歌制定ラッシュとなっており、池田市、茨木市、高槻市、守口市、枚方市なども豊中市とほぼ同時期に制定した市歌が今も演奏され続けている。
豊中市役所では水曜日の正午に庁内放送で市歌を演奏しており、成人式や憲法記念日市民表彰式で斉唱される。市役所で管理していた楽譜は長らく単旋律のものしか無かったが、2019年（令和元年）に大阪コレギウム・ムジクム主宰で常任指揮者の当間修一から混声・弦楽・ピアノ伴奏用に編曲した楽譜とCDが寄贈され、市の公式サイト上に「新編曲（令和版）」として掲載された。